# Martin Evans
Sir Martin John Evans (* 1. ledna 1941) je britský genetik velšského původu, nositel Nobelovy ceny za fyziologii a lékařství za rok 2007. Za techniku genového knokautu, která dovoluje cíleným zásahem vyřadit vybraný gen z činnosti, ji spolu s ním získali Mario Capecchi a Oliver Smithies. Vedle toho byli Martin Evans a jeho spolupracovník Matthew Kaufman první, kdo v roce 1981 v laboratoři vytvořili kulturu myších kmenových buněk. Evansovým nejdůležitějším působištěm je Univerzita Cambridge, později byl kancléřem Univerzity Cardiff. Do šlechtického stavu byl povýšen roku 2004.